# 波斯立宪革命
波斯立宪革命是1905年至1911年期間，发生在波斯的一系列政治运动。

## 背景
1900年初，英国、俄国等强国相继入侵时值统治波斯的卡扎尔王朝，卡扎当局与国王穆扎法·厄丁以解决财政危机，相继与欧洲各国签署贸易扩充协议，将货币发行权、石油开采权出卖给英国，并出让里海渔业租让权、保险与运输租让权给俄国。

## 过程
沙阿穆扎法尔丁热衷于旅游，其以海关税收作为抵押，向俄国借款2200万卢布作为其欧洲旅行开支。此举引起国人不满，成为了波斯立宪革命导火线。1905年12月，德黑兰地方官毒打商人引起众怒，德黑兰、设拉子、大不里士等地群众举行游行示威。12月14日，首都五千余人涌入清真寺避难，要求罢免宰相、改革内政、召开议会制订宪法，并成立革命民主组织和志愿部队。次年7月，沙阿在群众压力下，被迫罢免宰相，8月宣布实行宪法，并让位于太子穆罕默德·阿里。
1906年10月7日，首次立宪会议召开，并于两月后通过宪法，波斯成为君主立宪制国家，议会为最高权利机关。波斯革命触动英俄等国利益。次年6月，在英俄的支持下，沙阿穆罕默德·阿里发动政变，解散国会和革命组织，激起各地工人罢工、农民起义。1909年4月，俄军攻占大不里士，大不里士进入俄占时期。7月，革命军队攻占德黑兰，沙阿穆罕默德·阿里被迫逃亡俄国。

## 复辟
1909年11月，第二届波斯国会召开，但是革命党中民主派和保守派在首相人选及武装等问题上发生冲突。次年7月，穆罕默德·阿里沙阿在俄国沙皇支持下，率部由黑海沿岸的阿斯塔拉巴德登陆。英俄军队直接进行干涉、镇压革命。12月24日，德黑兰再次发生政变，内阁被迫关闭议会。